# 千葉興業有限公司
千葉興業有限公司（Chian-Yie Industrial Co. Ltd ）は、原動機付き自転車・オートバイ用の部品・用品の研究開発、レース参戦、製造販売を手がけるメーカーである。

## 概要
千葉興業有限公司は、数多く存在するオートバイ部品メーカーとは異なり、町のオートバイ修理工場として1997年にスタートした。現在は、整備工場で得た専門技術を駆使して、オートバイの外装や内部機構の修理、微調整、カスタマイズを主な業種としている。設立後間もなくして事業を拡大し、修理工場以外の業務内容を拡張してきた結果、今日の強力なパーツサプライヤーに発展してきた。修理工場としてのスタートを現在も誇りとし、テクノロジーや技術を長年の経験がなければ、今日も成功し得なかった事が言える。業務拡張を始めた頃は、ブレーキディスク及びフロントフォークの設計に特化して、台湾の国内販売で実績を積み名を馳せてきた。台湾での成功を足掛かりに外国顧客への製品の輸出を開始し、外国市場向けに"NCY"というブランドを立ち上げ、現在に至る。また、台湾国内に於いては、OEMでの部品供給を同業他社へ行っており、その事業規模を更に拡大している。